# اوب (رود)
اوب رودی است که از شامپاین-آردن سرچشمه می‌گیرد و به سن می‌ریزد. این رود از کشور فرانسه می‌گذرد.